# Jean-Claude Barry
Jean-Claude Barry est un écuyer et auteur français né à Castres en 1958.

## Biographie
Il commence sa carrière d'enseignant d'équitation au Club Hippique de Toulouse. Engagé au titre de l'École de Cavalerie de Saumur, il rejoint le Centre Sportif d'Equitation Militaire de Fontainebleau en 1982 puis l'École Nationale d'Equitation de Saumur en 1983.
Ecuyer du Cadre noir il passe plus de dix-sept ans en son sein. Il dresse de nombreux chevaux qu’il présente lors de galas dans le monde entier, en participant à la reprise de manège et celle des sauteurs.
Il se consacre pendant de nombreuses années à la pratique et à l’enseignement équestre dans les trois disciplines olympiques, avant de se spécialiser en dressage et obtient un  Master universitaire en ingénierie de formation après une recherche sur le rôle du tuteur en équitation.
Enfin, son goût pour l’équitation de tradition française et le besoin de transmettre l’amènent à écrire cinq ouvrages, dont quatre sont publiés en France et un aux États-Unis. Il est référencé et cité dans plusieurs livres d'équitation, sites Internet,et dans un roman, "l'Ombre du Centhaure" d'Oscar Lobato, écrivain espagnol.

## Citations
- « La « manière française » induit une sensibilité particulière dans l’utilisation du cheval : en réprimant les effets de force et en privilégiant l’incitation plutôt que la contrainte, elle fait appel à toute la sensibilité du cavalier et à toute la générosité du cheval. »
- « Le principe est simple ; plus l’on prend, plus l’on doit rendre, et plus l’on peut rendre, plus l’on peut prendre. C’est en l’appliquant au quotidien que l’on obtient la légèreté indispensable à une équitation aisée, facile et agréable à pratiquer. »
- « En équitation, le manque de mesure, ou pire, les mouvements d’humeur et les sanctions injustifiées qui ne soulagent que leurs auteurs, sont à proscrire. Ils sont l’antithèse du dressage, car même si le cheval a un fort pouvoir d’acceptation, il a pardessus tout le sens de la justesse et de la justice. Un bon dresseur doit toujours s’en souvenir. »

## Publications
- « La monte en amazone »[8], vidéocassette pédagogique réalisée en 1986 à l'ENE.
- « Dressage du cheval aux piliers », paru en 1997 aux éditions Tep’s, ASIN: B001BK2BHG.
- « Traité des airs relevés », paru en 2005 aux éditions Belin,  (ISBN 2-7011-3548-6).
- Auteur d’un chapitre des « Arts de l’équitation dans l’Europe de la Renaissance », paru en 2009 aux éditions Actes Sud.  (ISBN 978-2-7427-7211-7).
- « French touch », paru en 2010 aux USA, éditions Blurb, QR code: W-05655857.
- «  Le travail à la main selon l’École française », paru en 2014 aux éditions Lavauzelle,  (ISBN 978-2-7025-1604-1).
- « Equitation française, principes et méthode illustrés », paru en 2017 aux éditions Lavauzelle,  (ISBN 978-2-7025-1649-2)

## Mentions
- Magazine "Cheval loisirs" no 75 juillet 1998, article d'Emmanuelle Dal'Secco "un couple d'artistes, Jean-Claude Barry et Smoking d'Aloys".
- "Une histoire des Ecuyers du Cadre noir de Saumur", Jean-Pierre Tuloup, éditions Grandvaux, 2000,   (ISBN 2-9095-5024-9).
- "Les hauts lieux de l'art équestre: Vienne, Saumur, Jerez, Lisbonne", Alain Laurioux et Guillaume Henry, éditions Belin, 2008,  (ISBN 2-701-1466-74).
- "Dressage et Ethologie", Carlos Pereira, éditions Emphora, 2011,  (ISBN 978-2-85180-802-8).
- "L'ombre du centhaure", Oscar Lobato, éditions du Seuil, 2012,  (ISBN 978-2-02-102729-7).
- " Les sauts d'école", Alain Laurioux et Guillaume Henry, éditions Belin, 2014,  (ISBN 978-2-7011-8295-7).